# Dutch Open Swim Cup 2005
De Dutch Open Swim Cup 2005 werd gehouden van 25 tot en met 27 maart 2005 in Nationaal Zwemcentrum de Tongelreep in Eindhoven. De wedstrijd stond in het teken van kwalificatie voor de Wereldkampioenschappen zwemmen 2005 in Montreal.

## Podia

### Mannen
| Onderdeel   | Goud                                                     | Goud     | Zilver                          | Zilver   | Brons                           | Brons    |
| ----------- | -------------------------------------------------------- | -------- | ------------------------------- | -------- | ------------------------------- | -------- |
| Vrije slag  |                                                          |          |                                 |          |                                 |          |
| 50 m        | Michael Klim Australië                                   | 22,80    | Mark Veens Nederland            | 22,95    | Mark Foster Verenigd Koninkrijk | 22,96    |
| 100 m       | Michael Klim Australië                                   | 49,85    | Mitja Zastrow Nederland         | 50,00    | Stefan Oosting Nederland        | 50,50    |
| 200 m       | Thomas Felten Nederland                                  | 1.50,54  | Markus Rogan Oostenrijk         | 1.51,16  | Dimitrios Manganas Griekenland  | 1.51,51  |
| 400 m       | Dimitrios Manganas Griekenland                           | 3.55,64  | Thomas Felten Nederland         | 3.58,00  | Xylouris Nikolaos Griekenland   | 3.58,58  |
| 800 m       | Dimitrios Manganas Griekenland                           | 8.09,11  | Sebastiaan Verschuren Nederland | 8.29,79  | Alex Schelvis Nederland         | 8.30,30  |
| 1500 m      | Sebastiaan Verschuren Nederland                          | 16.13,03 | Arjen van der Meulen Nederland  | 16.14,79 | Raymond van de Merwe Nederland  | 16.47,86 |
| Rugslag     |                                                          |          |                                 |          |                                 |          |
| 50 m        | Bastiaan Tamminga Nederland Ioannis Kokkodis Griekenland | 27,06    |                                 |          | Nick Driebergen Nederland       | 27,11    |
| 100 m       | Mitja Zastrow Nederland                                  | 56,48    | Markus Rogan Oostenrijk         | 56,74    | Nick Driebergen Nederland       | 58,40    |
| 200 m       | Markus Rogan Oostenrijk                                  | 2.05,36  | John Keetman Nederland          | 2.07,67  | Nick Driebergen Nederland       | 2.08,63  |
| Schoolslag  |                                                          |          |                                 |          |                                 |          |
| 50 m        | Robin van Aggele Nederland                               | 29,10    | Thijs van Valkengoed Nederland  | 29,80    | Lennart Stekelenburg Nederland  | 29,82    |
| 100 m       | Thijs van Valkengoed Nederland                           | 1.03,81  | Lennart Stekelenburg Nederland  | 1.04,34  | Niels van der Hoek Nederland    | 1.06,73  |
| 200 m       | Thijs van Valkengoed Nederland                           | 2.20,91  | Lennart Stekelenburg Nederland  | 2.23,37  | Niels van der Hoek Nederland    | 2.26,98  |
| Vlinderslag |                                                          |          |                                 |          |                                 |          |
| 50 m        | Joris Keizer Nederland                                   | 24,39    | Bastiaan Tamminga Nederland     | 24,58    | Mark Foster Verenigd Koninkrijk | 24,64    |
| 100 m       | Michael Klim Australië                                   | 53,23    | Joris Keizer Nederland          | 54,56    | Stefan Aartsen Nederland        | 54,75    |
| 200 m       | Stefan Aartsen Nederland                                 | 2.02,54  | Joeri Verlinden Nederland       | 2.08,23  | Stefan Groeneweg Nederland      | 2.13,87  |
| Wisselslag  |                                                          |          |                                 |          |                                 |          |
| 200 m       | Robin van Aggele Nederland                               | 2.03,86  | Markus Rogan Oostenrijk         | 2.04,58  | Sander Ganzevles Nederland      | 2.12,36  |
| 400 m       | Markus Rogan Oostenrijk                                  | 4.24,80  | Robin van Aggele Nederland      | 4.24,83  | Raymond van de Merwe Nederland  | 4.41,08  |

### Vrouwen
| Onderdeel   | Goud                          | Goud     | Zilver                          | Zilver   | Brons                               | Brons    |
| ----------- | ----------------------------- | -------- | ------------------------------- | -------- | ----------------------------------- | -------- |
| Vrije slag  |                               |          |                                 |          |                                     |          |
| 50 m        | Marleen Veldhuis Nederland    | 25,05    | Therese Alshammar Zweden        | 25,17    | Chantal Groot Nederland             | 25,67    |
| 100 m       | Marleen Veldhuis Nederland    | 54,74    | Inge Dekker Nederland           | 55,61    | Femke Heemskerk Nederland           | 57,01    |
| 200 m       | Marleen Veldhuis Nederland    | 2.00,94  | Inge Dekker Nederland           | 2.01,55  | Haike van Stralen Nederland         | 2.02,35  |
| 400 m       | Alena Popchanka Wit-Rusland   | 4.13,66  | Linda Bank Nederland            | 4.19,96  | Marianna Lymperta Griekenland       | 4.24,12  |
| 800 m       | Marianna Lymperta Griekenland | 8.54,85  | Linda Bank Nederland            | 9.07,73  | Danielle uit den Boogaard Nederland | 9.24,26  |
| 1500 m      | Linsy Heister Nederland       | 17.45,69 | Linda Ronda Nederland           | 17.50,62 | Wilma Scheepers Nederland           | 17.55,11 |
| Rugslag     |                               |          |                                 |          |                                     |          |
| 50 m        | Hinkelien Schreuder Nederland | 29,19    | Fabienne Nadarajah Oostenrijk   | 29,23    | Stefanie Luiken Nederland           | 30,29    |
| 100 m       | Stefanie Luiken Nederland     | 1.03,75  | Rieneke Schinkel Nederland      | 1.04,03  | Hinkelien Schreuder Nederland       | 1.04,16  |
| 200 m       | Mariët Koster Nederland       | 2.18,22  | Rieneke Schinkel Nederland      | 2.19,25  | Wendy van der Zanden Nederland      | 2.21,35  |
| Schoolslag  |                               |          |                                 |          |                                     |          |
| 50 m        | Moniek Nijhuis Nederland      | 32,64    | Marcia Gasperz Nederland        | 34,27    | Jolijn van Valkengoed Nederland     | 34,62    |
| 100 m       | Moniek Nijhuis Nederland      | 1.12,19  | Jolijn van Valkengoed Nederland | 1.14,71  | Margriet Zwanenburg Nederland       | 1.14,89  |
| 200 m       | Melanie ten Brink Nederland   | 2.34,77  | Moniek Nijhuis Nederland        | 2.38,60  | Jolijn van Valkengoed Nederland     | 2.39,99  |
| Vlinderslag |                               |          |                                 |          |                                     |          |
| 50 m        | Therese Alshammar Zweden      | 26,34    | Fabienne Nadarajah Oostenrijk   | 26,85    | Chantal Groot Nederland             | 27,02    |
| 100 m       | Inge Dekker Nederland         | 58,73    | Marleen Veldhuis Nederland      | 1.00,82  | Fabienne Nadarajah Oostenrijk       | 1.01,31  |
| 200 m       | Sandra Temmerman Nederland    | 2.20,11  | Chrisje Moes Nederland          | 2.29,09  | Roos van Esch Nederland             | 2.34,56  |
| Wisselslag  |                               |          |                                 |          |                                     |          |
| 200 m       | Melanie ten Brink Nederland   | 2.20,98  | Hinkelien Schreuder Nederland   | 2.21,71  | Lona Kroese Nederland               | 2.26,39  |
| 400 m       | Melanie ten Brink Nederland   | 5.02,56  | Wilma Scheepers Nederland       | 5.12,24  | Esther Nijgh Nederland              | 5.26,43  |